# Rödtråd
Rödtråd (Laetisaria fuciformis) är en svampart som först beskrevs av Daniel McAlpine, och fick sitt nu gällande namn av Harold H. Burdsall 1979. Rödtråd ingår i släktet Laetisaria och familjen Corticiaceae.  Arten är reproducerande i Sverige. Inga underarter finns listade i Catalogue of Life.